# بيتر ديرفان
بيتر ديرفان (من مواليد 28 يونيو 1945) هو أستاذ الكيمياء في معهد كاليفورنيا للتكنولوجيا، التركيز الأساسي لأبحاثه هو تطوير ودراسة الجزيئات العضوية الصغيرة التي يمكنها التعرف على تسلسل الحمض النووي على وجه التحديد، وهو مجال يعتبر فيه سلطة معترف بها دوليًا. أهم هذه الجزيئات الصغيرة هي البيرول - إيميدازول بولي أميدات، يعود الفضل إلى ديرفان في التأثير على «مسار البحث في الكيمياء العضوية من خلال دراساته في واجهة الكيمياء والبيولوجيا» نتيجة لعمله على «المبادئ الكيميائية المتضمنة في التعرف على تسلسل محدد للحمض النووي الحلزوني المزدوج». حصل على العديد من الجوائز، بما في ذلك الميدالية الوطنية للعلوم (2006).

## النشأة والتعليم
ولد بيتر ديرفان في 28 يونيو 1945 في بوسطن، ولاية ماساتشوستس. حصل على درجة البكالوريوس من كلية بوسطن عام 1967، حيث أثار البروفيسور فرانسيس بينيت اهتمامه بالكيمياء العضوية التركيبية. بدأ دراساته العليا في جامعة ويسكونسن ثم انتقل مع مجموعة أبحاث (جيروم إيه بيرسون) إلى جامعة ييل حيث أكمل أبحاثه العليا في الكيمياء العضوية الفيزيائية، ودرس طرق إنشاء الروابط الكيميائية وتفككها. حصل على شهادة الدكتوراه من جامعة ييل في عام 1972. عمل لما بعد الدكتوراه في المعاهد الوطنية للصحة بجامعة ستانفورد.

## الحياة المهنية

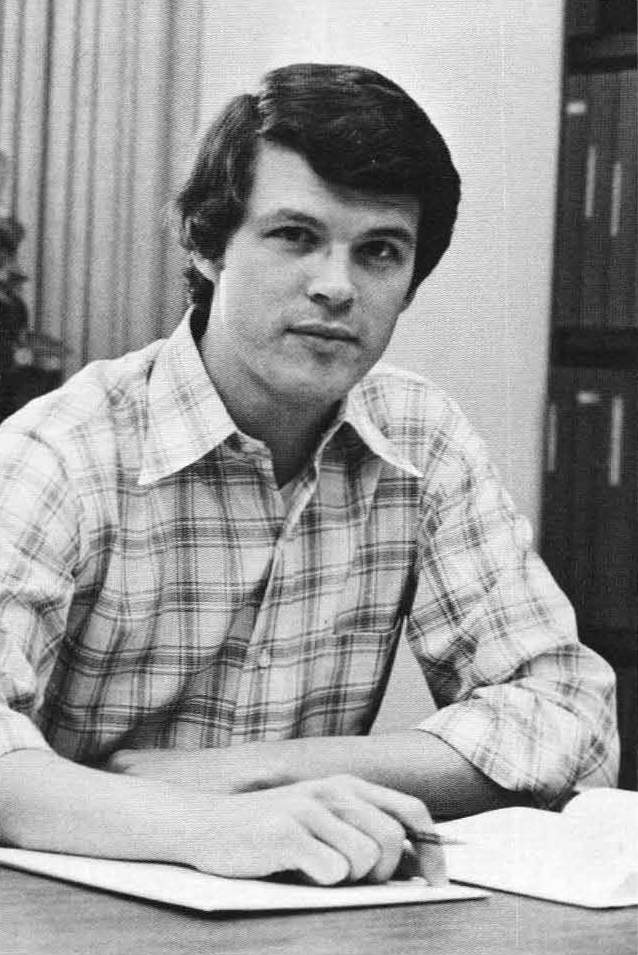
ديرفان في عام 1986

أصبح ديرفان أستاذًا مساعدًا للكيمياء في معهد كاليفورنيا للتكنولوجيا في عام 1973. وانضم إلى جون د.روبرتس وروبرت جي .بيرغمانوروبرت إلسورث إيرلندا في مجموعة الكيمياء العضوية، وأصبح أستاذاً مشاركاً عام 1979، وأستاذاً عام 1982، عين كأول أستاذ برين للكيمياءفي عام 1988. شغل منصب رئيس قسم الكيمياء والهندسة الكيميائية بمعهد كاليفورنيا للتكنولوجيا من 1994 إلى 1999. نشر أكثر من 325 بحثًا وعلم مئات الطلاب.

## العضوية
- عضو في الأكاديمية الوطنية للعلوم (1986).[20]
- عضو في الأكاديمية الأمريكية للفنون والعلوم (1987).[21]
- عضو في الجمعية الفلسفية الأمريكية (2002).[22]
- عضو منتخب في الأكاديمية الفرنسية للعلوم (2000).[23]
- عضو في الأكاديمية الألمانية للعلوم - ليوبولدينا (2004-).[24]

## المناصب
- هو مؤسس مشارك وعضو مؤسس في المجلس الاستشاري العلمي لجلعاد للعلوم (1987).[25][26][27][28]
- خدم في مجلس إدارة بيكمان كولتر ابتداءً من عام 1997.
- شغل منصب أمين جامعة ييل (2008-2017).[16]
- عضو في مجلس الحكام العلميين لمعهد سكريبس للأبحاث.[29]
- في عام 2014 قدم محاضرة ACS لبيولوجيا الكيمياء.[30]
- أصبح رئيسًا للمجلس الاستشاري العلمي لمؤسسة روبرت أ اعتبارًا من 2016.[31]

## بحوثه
من خلال دراسة التفاعلات الضعيفة بين الجزيئات وإنشاء جزيئات اصطناعية جديدة خاصة بتسلسلات DNA معينة، تمكن من استكشاف الأنظمة البيولوجية المعقدة التي تقوم عليها بنية ووظيفة الحمض النووي. تحتوي الخلية البشرية على ما يقرب من 20000 جين، يتم التحكم في تعبيرها عن طريق ربط عوامل نسخ البروتين في منطقة المحفز لكل جين، ومن خلال العمل الرائد في التعرف على الحمض النووي، حدد العديد من المبادئ الكيميائية الكامنة وراء التعرف على تسلسل محدد للحمض النووي، ومكّن الباحثين من فهم آلية عمل العديد من مضادات الأورام والفيروسات والمضادات - الأدوية الحيوية.
افترض ديرفان أن الجزيئات الصغيرة يمكن تصنيعها واستخدامها لربط الحمض النووي بشكل انتقائي في عامل النسخ / واجهة الحمض النووي، وإعادة كتابة الرموز البيولوجية التي تتحكم في النسخ بشكل فعال من خلال العمل على محفزات الجينات المختارة. إن إنشاء جزيئات صغيرة اصطناعية ذات تقاربات وخصائص متسلسلة لتسلسلات DNA المحددة مسبقًا يجعل من الممكن تصميم جزيئات قابلة للنفاذ للخلايا لتنظيم التعبير الجيني. يمكن استخدام الجزيئات الصغيرة لتنظيم التعبير الجيني في الخلايا الحية في الطب البشري.
أهم هذه الجزيئات الصغيرة هي البيرول - إيميدازول بولي أميدات. حدد مختبر ديرفان قواعد الاقتران للتحكم في خصوصية تسلسل الحمض النووي لمادة البولي أميد الملزمة الصغيرة التي تحتوي على الحلقة العطرية من الأحماض الأمينية هيدروكسي بيرول (Hp)، وإيميدازول (Im)، وبيرول (Py).

## الجوائز
حصل على عدد من الجوائز لكل من البحث والتدريس، بما في ذلك تلك المدرجة أدناه. حصل على الميدالية الوطنية للعلوم لعام 2006 في عام 2007 من الرئيس جورج بوش في البيت الأبيض «لمساهماته البحثية الأساسية في واجهة الكيمياء العضوية والبيولوجيا» بالإضافة إلى مساهماته في التعليم والصناعة. تم تسمية كوكب صغير على شرفه، 4314 ديرفان.
- جائزة هاريسون هاو (1988).[38]

- جائزة كوب (1993).[39]
- جائزة ويلارد جيبس (1993).[40]
- ميدالية نيكولز (1994)، «لمساهماته البارزة في مجال الكيمياء الحيوية العضوية من خلال تصميم وتوليف جزيئات انشق الحمض النووي الخاصة بالتسلسل».[41]
- جائزة مؤسسة بيت الكيمياء (1996).[42]
- جائزة ريمسن (1998).[43][44]
- ميدالية كيركوود (1998)، «للمساهمات البحثية المتميزة، النظرية أو التجريبية، في العلوم الفيزيائية».[45]
- جائزة ألفريد بدر (1999).[46]
- جائزة ماكس تيشلر (1999).[47]
- جائزة لينوس بولينج (1999).[48]
- ميدالية تولمان (1999)[49]
- جائزة رباعي السطوح (2000).[50]
- جائزة هارفي (إسرائيل) (2002).[51]
- جائزة رونالد بريسلو (2005).[52]
- وسام ويلبر كروس (2005).[53]
- جائزة فرانك ويستهايمر (2009).[54]
- الميدالية الوطنية للعلوم (2006)
- وسام بريستلي (2022).[55]

## الحياة الشخصية
في عام 1990 تزوج ديرفان من جاكلين بارتون، وهي كيميائية زميلة وأستاذة في معهد كاليفورنيا للتكنولوجيا، لديه ابن أندرو، من زواج سابق، وابنته إليزابيث، من زواجه من بارتون. الأربعة حاصلون على درجات علمية من جامعة ييل.

## منشورات مختارة
- Nickols، N. G.؛ Dervan، P. B. (2007). "Suppression of Androgen Receptor Mediated Gene Expression by a Sequence-Specific DNA Binding Polyamide". Proc. Natl. Acad. Sci. USA. ج. 104 ع. 25: 10418–10423. Bibcode:2007PNAS..10410418N. DOI:10.1073/pnas.0704217104. PMID:17566103. {{استشهاد بدورية محكمة}}: الوسيط غير المعروف |PMCID= تم تجاهله يقترح استخدام |pmc= (مساعدة)
- Yang، F.؛ Nickols، N. G.؛ Li، B. C.؛ Marinov، G. K.؛ Said، J. W.؛ Dervan، P. B. (2013). "Antitumor Activity of a Pyrrole-imidazole Polyamide" (PDF). Proc. Natl. Acad. Sci. USA. ج. 110 ع. 5: 1863–1868. Bibcode:2013PNAS..110.1863Y. DOI:10.1073/pnas.1222035110. PMID:23319609. مؤرشف من الأصل (PDF) في 2023-02-02. {{استشهاد بدورية محكمة}}: الوسيط غير المعروف |PMCID= تم تجاهله يقترح استخدام |pmc= (مساعدة)

## روابط خارجية
- سيرة ذاتية شخصية نسخة محفوظة 2 يوليو 2022 على موقع واي باك مشين.